# Черезето (Маса-Карара)
Черезето (итал. Cereseto) је насеље у Италији у округу Маса-Карара, региону Тоскана.
Према процени из 2011. у насељу је живело 48 становника. Насеље се налази на надморској висини од 380 м.